# ディカープリ
ディカープリ (Decapre) は、カプコンが開発・販売している対戦型格闘ゲーム『ストリートファイター』シリーズに登場する架空の人物。

## 概要
『ストリートファイターZERO3』（以下『ZERO3』と表記）において演出用のキャラクターとして初登場。後に『ウルトラストリートファイターIV』（以下『ウルIV』と表記）の追加キャラクターとしてプレイヤーキャラクターになり、このときキャラクターの設定が追加されてデザインも『ZERO3』から一新されている。
12人で構成されるベガ親衛隊「Dolls（ドールズ）」のメンバーで、ディカープリの名前はロシア語で12月を意味する「декабрь（Decabr）」に由来するコードネームであるが、綴りは「Decapre」になっている。元ベガ親衛隊の1人であるキャミィのクローン人間であり外見は彼女と瓜二つだが、キャミィよりも肌や髪の色素が若干薄くなっている。顔は仮面で隠しているが、仮面の下の素顔にはケロイド状に爛れた大きな火傷のアザが存在する。また、腕に装着しているアームプロテクターにはブレード（ダガー）が仕込まれており、これを武器にして戦う。
UDONのコミック版では鉤爪つきの手甲を武器としているという設定になっており、仮面のデザインも『ウルIV』のものとは異なる。また、『スーパーストリートファイターIV』のXbox 360版特典アニメでは、ハン・ジュリの襲撃で囚われた隊員たちがS.I.Nの研究所へ送られるシーンにおいて、一瞬だけ登場する。
『ストリートファイターV』（以下『ストV』と表記）ではプレイヤーキャラクターとして参戦していないが、サブキャラクターとして登場する。『ストV』では銀髪になり、仮面の形状が変化して衣装が袖なしになっている。キャミィのストーリーモードでは冒頭でキャミィと対決し、後にバーディーがキャミィをディカープリと見間違えて、再調整中のはずではなかったかと尋ねる。また、『ストV』のゼネラルストーリーではキャミィの抹殺を目的に動き、シャドルー基地では黒い月の機能が停止するとサイコパワーの循環が止まり自我を取り戻す。

## 人物
基本的には物静かな性格だが、怒りっぽく物事が上手くいかないと癇癪を起こすトラブルメーカー。ベガの洗脳下にあるものの洗脳状態が不完全であり、極度の興奮状態に陥るとそのコントロールが効かなくなる。
かつてのシャドルーの戦闘員であり、自身のオリジナルでもあるキャミィを激しく憎悪しているが、キャミィ自身はディカープリのことを「妹」と呼び、複雑な思いを寄せている。

## ゲーム上の特徴
基本性能はキャミィをベースとしているが、ダガーを用いた攻撃が主体となっており、一部を除いて使用する技も異なる。また、キャミィと違って技のコマンドがレバー溜め入力（溜めキャラ）であることも特徴の1つである。
『ウルトラストリートファイターIV オメガエディション』（以下『オメガエディション』と表記）では技の多くが変化し、キャミィとの差別化が図られ、技の全てがタメコマンドではなくなった。
『ストV』ではゼネラルストーリーにてCPU専用キャラクターとしてのみ登場する。投げ技は『オメガエディション』、必殺技は『ウルIV』のものを使う。

## 技の解説

### 通常投げ
シャドウスープレックス
いわゆるバックドロップ。
フランケンシュタイナー
両足で相手を挟んで、後方に投げる。
フライングネックハント
空中投げ。

### 特殊技
フォックステイル
体をひねって前進しながら繰り出す中段判定のキック。

### 必殺技
スパイラルアロー
錐揉み回転しながらの両足蹴り。キャミィやユーニの同技とは違い、空中でしか出せない。
斜め下に降下する軌道を描いており、押したボタンの強さによって角度が緩くなる。
サイコスティング
ダガーを斜め上へ突き上げる対空技。
ラピッドダガー
突進しながらダガーで連続して突く。唯一タメコマンドではなく、ボタン連打で出せる技。
スクランブル
残像を伴いながらの高速移動。弱は真横、中と強は斜め上に移動する。入力後に押したボタンによって移動の内容が変わったり、以下の派生技を出すことが可能。
レイザーエッジスライサー
弱版の「スクランブル」から派生。キャミィやユーニの技と同様のスライディングキック。EX版はヒット時に「クロスシザースプレッシャー」で叩きつける打撃投げ。
ブレイク
中版と強版の「スクランブル」から派生。強パンチで出すと空中から拳を真下に突き出して急降下し、叩きつけて衝撃波を起こす。中パンチで出すと着地するだけのフェイントになる。
キャノンストライク
中版と強版の「スクランブル」から派生。キャミィやユーニの技と同様の空中飛び蹴り。キャミィの技より硬直が長い。

### スーパーコンボ
ストレイフダガー
両手のダガーを手前で交差させ、錐揉み回転しながら突進したあと、ダガーを振り上げる。
『オメガエディション』ではタメコマンドではなく、最後のダガーを振り上げる動作がない。

### ウルトラコンボ
サイコストリーム
掌から生み出したサイコパワーの球体を前方に放つ飛び道具。技の発生は遅めだが、球体は長時間画面に留まり続けるので、ディカープリ本体との同時攻撃が可能になっている。『オメガエディション』ではタメコマンドではない。
DCM
高速で相手に接近し、飛び膝蹴りを繰り出す。技が決まると相手を空中へ投げ飛ばし、ダガーを前に突き出して四方八方から切り刻んでから地面に叩きつける。
対地版と対空版の2種類が存在し、対地版は地上の、対空版は空中の相手にのみ有効である。『オメガエディション』ではタメコマンドではない。

## 『オメガエディション』の技の解説

### 通常投げ（『オメガエディション』）
コンシールドキル・アジン
相手を掴むと姿を消し相手を切り上げ、上空で高速回転しながら切りつける。技後は距離がおける。
コンシールドキル・ドゥヴァ
相手を掴むと姿を消し、前方に高速移動しながら相手を貫く。
コンシールドキル・トゥリー
空中投げ。相手を掴むと姿を消し、連続した蹴りを叩き込む。

### 特殊技（『オメガエディション』）
フォックステイル
しゃがみガード不能の中段技。宙返りをしながら膝落としで攻撃する。
スティールセイバー
長い距離をスライディングする。
ヒドゥンダイブ
「スクランブル」の派生技の「ブレイク」と同じ動作。真下に急降下して着地する。
ブレイクダイブ
「スクランブル」の派生技の「ブレイク」と同じ動作。空中から拳を真下に突き出して急降下し、叩きつけて衝撃波を起こす。
シャドウニードル
空中で「キャノンストライク」と同じ動作で急降下蹴りを放つ。
サイコトランザクション
スーパーコンボゲージとリベンジゲージを上昇させる技。ボタンを押している間はゲージが溜まり続けるが、体力も徐々に減少していく。発動し続けると膝崩れダウンで自滅する。
ターゲットコンボ
立ち中パンチから、両足蹴りで相手を蹴り上げる。

### 必殺技（『オメガエディション』）
インビジブルレイ
掌からサイコパワーの球を放つ。球は移動している間、姿を消す。EX版は2ヒットとなり弾速が増す。
サイコスティング
ダガーを斜め上へ突き上げる対空技。タメコマンドでなくなっており、ボタンの強弱で発生が遅くなる代わりにヒット数が増す。
EX版は発生が遅くなり、ダガーを構えてから踏み込みつつ両手のダガーで攻撃する。
ヒドゥンクリープ
「スクランブル」の弱版の移動技で、派生技はない。残像を伴いながら高速移動をする。弱中強で移動距離が長くなり、移動中は完全無敵。
ブラックウィドゥ
残像を伴いながら膝蹴りで斜め上へ上昇する。EX版はヒット後、姿を消したままさらに上昇し最後に急降下する。

## 担当声優
- 沢城みゆき（『ウルIV』『ストV』日本語版）
- ケイトリン・グラス（英語版）（『ウルIV』『ストV』英語版）

## 登場作品
- ストリートファイターZERO3
  - ストリートファイターZERO3↑（アッパー）
  - ストリートファイターZERO3↑↑（ダブルアッパー）
    - アーケードモードでのユーリ&ユーニとの戦闘時デモにおいて、他のベガ親衛隊員と共に登場する。
- CAPCOM FIGHTING Jam
  - アーケードモードでのベガのエンディングにおいて、他のベガ親衛隊員と共に登場する。
- ストリートファイターIVシリーズ
  - スーパーストリートファイターIV
    - Xbox 360版限定の特典アニメにおいて、他のベガ親衛隊員と共に登場する。

  - ウルトラストリートファイターIV
    - プレイアブルキャラクターとして登場する。
- ストリートファイターV
  - ゼネラルストーリーのCPU専用キャラクターとして登場する。